# Sucha (województwo opolskie)
Sucha (niem. Suchau, 1936-1945 Strelau) – wieś położona w województwie opolskim, w powiecie strzeleckim, w gminie Strzelce Opolskie. Przez wieś przebiega droga krajowa nr 94 (poprzednie numeracje to m.in. 4 i E22). Od Opola dzieli ją 26 km, zaś od Strzelec Opolskich 8 km.

## Dane
Według danych Urzędu Miejskiego w Strzelcach Opolskich zamieszczonych na stronie internetowej gminy:
- Liczba mieszkańców: 685 (2004 rok)
- Liczba posesji: 164
- Użytkownicy gospodarstw rolnych: 29
- Podatnicy podatku od nieruchomości: 109
- Liczba i długość ulic administrowanych przez UM: 9 / 5,30 km
- Liczba i długość dróg transportu rolnego: 28 / 17,70 km
- Powierzchnia użytków rolnych: 666,80 ha
- Ogólna powierzchnia sołectwa: 559 ha
- Wskaźnik bonitacji gleb: 0,83

## Zabytki
Do wojewódzkiego rejestru zabytków wpisany jest:
- kościół fil. pw. św. Bartłomieja, z XVI w., 1820 r.